# San Antonio Chalanté
San Antonio Chalanté es una localidad del municipio de Sudzal en el estado de Yucatán, México.

## Toponimia
El nombre (San Antonio Chalanté) hace referencia a Antonio de Padua  y Chalanté proviene del idioma maya.

## Hechos históricos
- En 1910 cambia su nombre de San Antonio Chalantí a Chalanté.
- En 1921 cambia a San Antonio Chalanté.
- En 1930 cambia a Chalanté.
- En 1932 pasa del municipio de Izamal al de Sudzal.
- En 1995 cambia a San Antonio Chalanté.

## Demografía
Según el censo de 2005 realizado por el INEGI, la población de la localidad era de 0 habitantes, de los cuales 16 eran hombres y 10 eran mujeres.
| 142                         | 155 | 20 | 29 | 13 | 25 | 10 | 15 | 7 | ? | 0 | ? | 0 |
| (Fuente: INEGI [Consultar]) |     |    |    |    |    |    |    |   |   |   |   |   |